# Самоучка
Самоу́чка, или автодида́кт (др.-греч. αὐτός — «сам» и др.-греч. διδακτός — «обученный») — человек, самостоятельно получивший образование вне стен какого-либо учебного заведения, без помощи обучающего.
Противоположностью ему является дилетант, который хоть и может получить знания самообучением (автодидактическим путём), но это знание зачастую ограничено и поверхностно. Автодидакт же, как правило, проявляет необыкновенные способности, неутомимое прилежание и твёрдую волю, и, как следствие, находит профессиональное применение своим знаниям, а иногда и общественное, и научное признание.

## Разделение автодидактов
Автодидактов можно разделить на две группы:
- к первой относятся люди, овладевшие своими знаниями и образованием совершенно самостоятельно, например, философ Жан-Жак Руссо и президент США Авраам Линкольн;
- ко второй группе относятся личности, самостоятельно получающие образование, отличное от изучаемого ими ранее, например, братья Гримм, сказочники и лингвисты, получившие юридическое образование.

## Рождение термина
Изобретение понятия «автодидакт» приписывается немецкому философу Готфриду Лейбницу, который будучи юристом, являлся в числе прочего и библиотекарем герцога Эрнста Августа Брауншвейг-Люнебургского в Вольфенбюттеле и описал самого себя в одном из своих произведений как «практически абсолютного автодидакта». Лейбница, овладевшего большинством своих знаний самостоятельно, часто называют последним из учёных-универсалов.

## Автодидакты в истории
До введения в XIX веке всеобщего обязательного образования и разграничения по областям высшего образования, автодидактов можно было встретить чаще. В профессиональных кругах можно было встретить серьёзных специалистов-автодидактов из числа тех, кому был закрыт доступ в гимназии и университеты. Чаще всего это были любознательные выходцы из бедных семей и женщины. В качестве примера можно привести англичанку Мэри Эннинг, ставшую из бедной, необразованной собирательницы окаменелостей одним из величайших палеонтологов XIX века.
Нередки случаи, когда исследования автодидактов в определённой области знания становились учебной дисциплиной в вузе.

## Автодидакты сегодня
В наши дни автодидактов можно найти, прежде всего, в области искусства, изучения иностранных языков и естественных наук. Необычным автодидактом можно назвать американского художника Билла Трейлора, который начал рисовать в возрасте восьмидесяти лет и стал всемирно известным.
В областях, где получение профессионального образования не является безусловной необходимостью — шахматисты, спортсмены, эстрадные исполнители и музыканты, журналисты, актёры, писатели — об автодидактах не говорят. Также люди с высшим образованием, прервавшие своё обучение, но ставшие профессионалами в данной области благодаря самостоятельному изучению предмета, не являются автодидактами в полном смысле этого слова, так же как и люди, получившие образование у частных преподавателей или дистанционно.

## Достоинства и недостатки такого обучения
При напряжённом и постоянном изучении своего предмета, не подавляемом чужими предрассудками, автодидакты нередко открывают в науках новые стези (пути), находят новые точки зрения и тем самым приносят науке или искусству большую пользу. Но их вклад в науку не всегда оказывается актуальным или востребованным, поскольку они часто находятся в изоляции, и им недостаёт внешних оценок и советов от других специалистов, которые, в случае ошибок, могли бы исправить или предоставить недостающие материалы.
В современном обществе часто встречаются специалисты, которые не получили формального образования, но при этом очень хорошо освоили базовые знания каких-либо предметов и всячески стараются максимизировать свои знания и навыки в определённой форме. Академики РАН поддерживают потенциал автодидактов и не исключают, что знания субъекта, не получившего образование в стенах каких-либо институтов, могут в отдельных и довольно редких случаях превосходить уровень знаний образованного человека.

## В кинематографе
- Американский фильм «Умница Уилл Хантинг» 1997 года описывает историю автодидакта Уилла Хантинга.
- Ирландский фильм 2019 года «Игры разумов» (The Professor and the Madman)